# とくダネ!発 GO-ガイ!
『とくダネ!発 GO-ガイ!』（とくダネはつ ゴーガイ）は、フジテレビ系列（一部を除く）で2003年2月4日から2004年2月27日まで放送されていたワイドショー・情報番組である。

## 概要
『情報プレゼンター とくダネ!』から派生した姉妹番組で、報道番組とはまったく異なる切り口でニュースを紹介することをコンセプトにしていた。総合司会は『とくダネ!』本編にも出演している小倉智昭（フリーアナウンサー）と笠井信輔（当時フジテレビアナウンサー）、そして中島知子（当時オセロ、2003年9月まで出演） → 梅津弥英子（フジテレビアナウンサー、2004年1月から出演）が務めていた。コメンテーターも『とくダネ!』ではお馴染みの顔ぶれで、さらに泉谷しげるなどをゲストコメンテーターに招いていた。
番組は2003年9月まで生放送を行っていた。生放送によって番組内でタイムリーなニュースを伝えられるメリットはあったものの、当時の阪神タイガースの勢いと阪神ファンの行動（道頓堀に飛び込むなど）を紹介するVTRを見た泉谷が「まるで北朝鮮みたい…」と発言するなど、出演者による問題発言もたびたび起きていた。第3回放送当日の同年2月18日には予定を変更し、同日に起きた大邱地下鉄放火事件を番組全編で取り上げたが、その際にVTRの編集が放送開始までに間に合わなかったこと、そして先の問題発言が起きることへの懸念から、番組は同年10月をもって収録放送に切り替えと同時に放送曜日を火曜から金曜に変更したが、これによって当時金曜に放送の裏番組『ぐるぐるナインティナイン』（日本テレビ）に出演していた中島の総合司会継続が困難になり、同年9月をもって番組を降板することになった。中島の降板からしばらくの間は、小倉と笠井による2人体制で行われていた。

## 出演者

### 総合司会
- 小倉智昭（フリーアナウンサー）

- 笠井信輔（当時フジテレビアナウンサー）

- 中島知子（当時オセロ）2003年9月まで

- 梅津弥英子（フジテレビアナウンサー）2004年1月から

## 放送時間
いずれも日本標準時。
- 火曜 19:00 - 19:54 （2003年2月4日 - 2003年9月23日） - 2月4日と9月23日には20:49までの2時間スペシャルを放送。
- 金曜 19:00 - 19:57 （2003年10月17日 - 2004年2月27日） - 関西テレビと岡山放送、クロスネット局のテレビ大分とテレビ宮崎では9月時点で打ち切りになったため、金曜移動後の内容は未放送。

## スタッフ
- チーフプロデューサー：西渕憲司 → 日向栄二（プロデューサーから昇格）[1][2]
- ナレーション：木村匡也、キートン山田、ほか
- プロデューサー：織田雅彦、日向栄二 → 宗像孝／関英一（オフィス・トゥー・ワン）
- チーフディレクター：小室俊一、大熊雅仁 → 大熊一郎（オフィス・トゥー・ワン）
- 制作協力：オフィス・トゥー・ワン
- 制作：フジテレビ情報1部 → フジテレビ情報番組センター

## 主題歌
- Isn't She Lovely （スティーヴィー・ワンダー）
- Accidents Will Happen （エルヴィス・コステロ）